# Carlo Alberto (croiseur)
Pour les autres navires du même nom, voir Carlo Alberto.
Le croiseur italien Carlo Alberto était le deuxième des deux croiseurs blindés de la classe Vettor Pisani construits pour la Marine royale italienne (Regia Marina) dans les années 1890. 
Il a été déployé outre-mer à plusieurs reprises au cours de sa carrière, notamment en Extrême-Orient et en Amérique du Sud. Le navire a été utilisé comme yacht royal par le roi Victor Emmanuel III d'Italie en 1902, période pendant laquelle il a été utilisé pour des expériences radio par Guglielmo Marconi. Le Carlo Alberto a servi de navire-école avant le début de la guerre italo-turque de 1911-12. Pendant la guerre, il a soutenu les opérations italiennes en Libye. Le navire est resté pratiquement inactif pendant la Première Guerre mondiale et a été transformé en transport de troupes en 1917-18. Le Carlo Alberto a été rayé de la liste de la Marine en 1920 et a ensuite été démoli pour la ferraille.

## Conception et description

Élévation droite et dessin en plan des croiseurs blindés de la classe Pisani de Vettor, tirés de Brassey's Naval Annual 1902.

Le Carlo Alberto avait une longueur entre perpendiculaires de 99 mètres et une longueur hors-tout de 105,7 mètres. Il avait une largeur de 18,04 mètres et un tirant d'eau de 7,2 mètres. Son déplacement était de 6 397 tonnes métriques (6 296 tonnes longues) à charge normale et de 7 057 tonnes métriques (6 946 tonnes longues) à charge profonde. Le Carlo Alberto avait un effectif de 28 officiers et de 472 à 476 hommes de troupe.
Le Carlo Alberto était propulsés par deux moteurs à vapeur verticaux à triple expansion, chacun entraînant un arbre d'hélice. La vapeur pour les moteurs était fournie par huit chaudières marines "écossaises" et leurs échappements étaient canalisés dans une paire de cheminées au milieu du navire. Conçus pour une puissance maximale de 13 000 chevaux-vapeur indiqués (9 700 kW) et une vitesse de 19 nœuds (35 km/h) , le navire a dépassé sa puissance nominale pendant leurs essais en mer. Il avait un rayon de croisière d'environ 5 400 milles nautiques (10 000 km) à une vitesse de 10 nœuds (19 km/h).
L'armement principal du Carlo Alberto était composé de douze canons à tir rapide (QF) Cannone da 152/40 A Modello 1891 montés sur des supports simples. Ces armes de 152 mm avaient des canons de calibre 40. Tous ces canons étaient montés sur le flanc, huit sur le pont supérieur et quatre aux angles de la citadelle centrale dans des casemates blindées. Les canons M1891 pesaient 6,6 tonnes métriques (6,5 tonnes longues) et tiraient un obus de 45,4 kg, perforant et coiffé, à une vitesse initiale de 700 m/s.
Des canons simples QF Cannone da 120/40 A Modello 1891 de calibre 40 étaient montés à la proue et à la poupe et les deux autres canons de 120 mm  étaient positionnés sur le pont principal entre les canons de 152 mm. Pour se défendre contre les torpilleurs, le navire portait quatorze canons Hotchkiss QF 57 mm et huit canons Hotchkiss QF 37 mm  . Il était également équipé de quatre tubes lance-torpilles de 450 mm.
Le navire était protégé par une ceinture blindée d'une épaisseur de 15 cm au milieu du navire et réduite à 11 cm à la proue et à la poupe. La bande supérieure de blindage avait également une épaisseur de 15 cm et protégeait uniquement le milieu du navire, jusqu'à la hauteur du pont supérieur. Le pont blindé incurvé avait une épaisseur de 3,7 cm. Le blindage de la tour de contrôle avait également une épaisseur de 15 cm et chaque canon de 15,2 cm était protégé par un bouclier de canon de 5 cm.

## Historique de service

### Les premières années
Construit entre 1893 et 1898 à l'arsenal de La Spezia sur un projet de l'inspecteur général des ingénieurs navals Edoardo Masdea, le croiseur et navire de tête de sa classe, le Vettor Pisani était une évolution du Marco Polo,. Très maniable et doté d'une coque de bonne tenue à la mer, le navire avait son point faible dans son armement, dépourvu d'un calibre principal (supérieur à 152 mm) et avec une disposition inadaptée,. La principale différence entre le Carlo Alberto et le Vettor Pisani était la présence, sur ce dernier, du grand mât en plus du mât de misaine. Plus tard, le second mât a également été installé sur le Carlo Alberto.

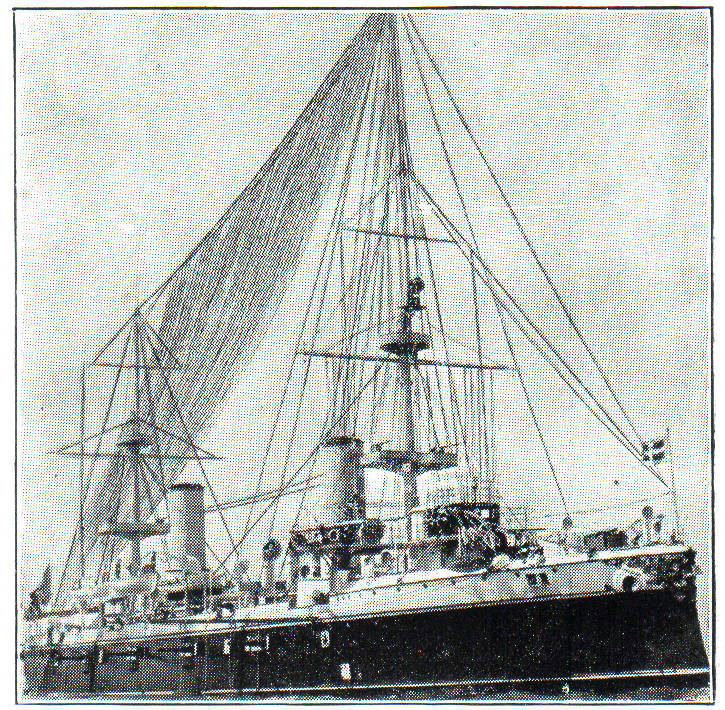
Le Carlo Alberto en 1902, pendant les expériences de Guglielmo Marconi. Notez les antennes filaires tendues entre les deux mâts.

Le 14 mai 1898, le navire reçoit son propre pavillon de combat à Gênes, tissé par les élèves de l'"Istituto Nazionale delle Figlie dei Militari" et offert par le "Comizio Primario Torinese 1848-1849" et le "Monte Pensioni a Veterani Poveri e Invalidi".
Le 2 juin 1898, immédiatement après son entrée en service, le croiseur est envoyé en mission diplomatique en Colombie, tandis qu'en 1899 il se trouve en Uruguay et au Brésil,,. Le 28 février 1899, le navire entre dans le port de Naples.
Le 24 septembre 1899, le Carlo Alberto est affecté à la division navale d'Extrême-Orient et envoyé dans les mers de Chine. Il reste en Chine jusqu'au 6 janvier 1900 et arrive en Italie le 19 avril de la même année.
Le 10 juin 1902, à l'occasion du couronnement du roi d'Angleterre Edward VII, le croiseur, avec à son bord le contre-amiral Carlo Mirabello, quitte Naples et est envoyé au Royaume-Uni pour représenter l'Italie, puis il est envoyé à Cronstadt (où il arrive le 12 juillet), car le roi d'Italie Vittorio Emanuele III est en visite en Russie,,. Pendant ce voyage, le navire est à la disposition de Guglielmo Marconi, qui l'équipe d'un système d'antennes (le système radio "Detector", que le Carlo Alberto est le premier navire à porter) tendu entre les deux mâts, et réalise les premières expériences de transmission radio à longue distance, avec les techniciens de la Regia Marina, dans l'océan Atlantique, la mer du Nord et le golfe de Finlande,,. A Cronstadt, Marconi rencontre le Tsar Nicolas II de Russie et le Roi d'Italie à bord du Carlo Alberto, leur faisant une démonstration du fonctionnement de la radio. Au cours de cette campagne radio, le Carlo Alberto a pu envoyer et recevoir des messages de Kronstadt à Poldhu (Cornouailles), à 2 600 km de distance. Les expériences radio, menées principalement dans la Manche et sur la côte des Cornouailles, se poursuivent jusqu'au 25 août 1902,. Le 10 septembre de la même année, le croiseur retourne en Italie, puis effectue de nouvelles expériences radiotélégraphiques dans l'Atlantique entre le 9 octobre et décembre 1902,.
En décembre 1902, le Carlo Alberto est envoyé en Amérique centrale, pour bloquer les côtes du Venezuela pendant la crise vénézuélienne de 1902-1903. Il retourne en Italie le 17 mars 1903.
En mai 1903, le navire est envoyé à Thessalonique, à la suite d'événements turbulents en Macédoine.
Plus tard, le Carlo Alberto a effectué des missions d'escadron en Méditerranée, dans les eaux territoriales italiennes,.

### La guerre italo-turque
En 1911-1912, le navire joue un rôle dans les opérations de la guerre italo-turque, effectuant des croisières de surveillance et soutenant les opérations amphibies en Libye.
Le matin du 1er octobre 1911, le Carlo Alberto rejoint, avec les cuirassés Re Umberto, Benedetto Brin, Sicilia et Sardegna, l'escadron naval (croiseurs blindés Giuseppe Garibaldi, Francesco Ferruccio et Varese, croiseur torpilleur Coatit) qui impose un blocus au port de Tripoli. Le navire est resté affecté à cette tâche jusqu'au 5 octobre, puis a soutenu l'avancée des troupes italiennes qui avaient débarqué en Libye.
Le 10 avril 1912, l'unité participe, avec le croiseur blindé Marco Polo, les croiseurs auxiliaires Città di Catania et Città di Siracusa, le destroyer Fulmine et le torpilleur Alcione, à un bombardement de la ville de Zouara (centre de contrebande de matériel de guerre pour les troupes ottomanes), suivi d'une simulation de débarquement des vapeurs Sannio, Hercules et Toscana,. Le navire a également soutenu un débarquement réel, effectué simultanément à Macabez.
Après la fin du conflit, le croiseur opère en mer Égée, basé sur la péninsule anatolienne, jusqu'en mars 1913. En août 1913, il se trouve en Espagne [4], puis retourne en Italie et est affecté à la "Direzione Navi Scuola" pour les mousses et les canonniers.

### La Première Guerre mondiale et ses dernières années
A la date de l'entrée du royaume d'Italie dans la Première Guerre mondiale, le Carlo Alberto est basé à Venise, sous le commandement du capitaine de vaisseau Cavassa.
Unité obsolète à ce moment-là, le navire n'a pris part qu'à une seule opération d'importance. Le 3 juin 1915, le Carlo Alberto est stationné au large de l'embouchure du fleuve Isonzo avec le vieux cuirassé Sardegna pour couvrir le dispositif de torpilleurs déployé le long de la côte pour soutenir le passage du fleuve par les troupes du Regio Esercito.
Par la suite, le croiseur n'est pratiquement plus utilisé : après la perte des croiseurs blindés Amalfi et Garibaldi (juillet 1915), en effet, l'activité des grandes unités est considérablement limitée, car le fait de quitter les bases les expose à un risque sérieux d'attaques sous-marines. Stationnée à Venise, l'unité a été affectée au rôle de navire de soutien des MAS (Motoscafo Armato Silurante - vedettes lance-torpilles).
Dans la nuit du 6 au 7 septembre 1917, lors d'un raid aérien sur Venise par 30 avions austro-hongrois, le Carlo Alberto est touché, subissant quelques dégâts mineurs.
En 1917, le Carlo Alberto subit des travaux de reconstruction radicale à l'Arsenal de Venise et est transformé en navire auxiliaire de 1re classe pour le transport de troupes et de matériel, avec le nouveau nom de Zenson (la nouvelle inscription dans les registres du Regio Naviglio a eu lieu le 4 avril 1918),. La dernière phase des travaux a été réalisée à Tarente, en mars 1918. Au cours des derniers mois de la guerre, le Zenson a effectué 49 missions de guerre, principalement des missions de transport.
Les 7 et 14 novembre 1918, le Zenson, ainsi que les croiseurs blindés Francesco Ferruccio et Varese, transportent 2 500 soldats à Trieste, qui doivent renforcer la garnison déjà envoyée dans la capitale julienne.
Une fois la guerre terminée, l'unité a été employée pendant un an et demi de plus, transportant des troupes et du matériel en Libye, en Albanie et dans la mer Égée.
Désarmé le 12 juin 1920, le vieux navire est envoyé à la casse après 1921.

## Sources
- (en) Cet article est partiellement ou en totalité issu de l’article de Wikipédia en anglais intitulé « Italian cruiser Carlo Alberto » (voir la liste des auteurs).